# Chirita atropurpurea
Chirita atropurpurea är en tvåhjärtbladig växtart som beskrevs av Wen Tsai Wang. Chirita atropurpurea ingår i släktet Chirita och familjen Gesneriaceae. Inga underarter finns listade i Catalogue of Life.